# エア・サイアム
エア・サイアム（Air Siam）はタイ王国にかつて存在した航空会社。シャム航空と表記する場合もあった。

## 歴史
1965年9月15日にバラン・エア・サイアム（Varan Air-Siam）として設立。
社名の一部のVaranは出資者で経営者であったタイ王族の一人、Varananda Dhavaj氏に由来していた。

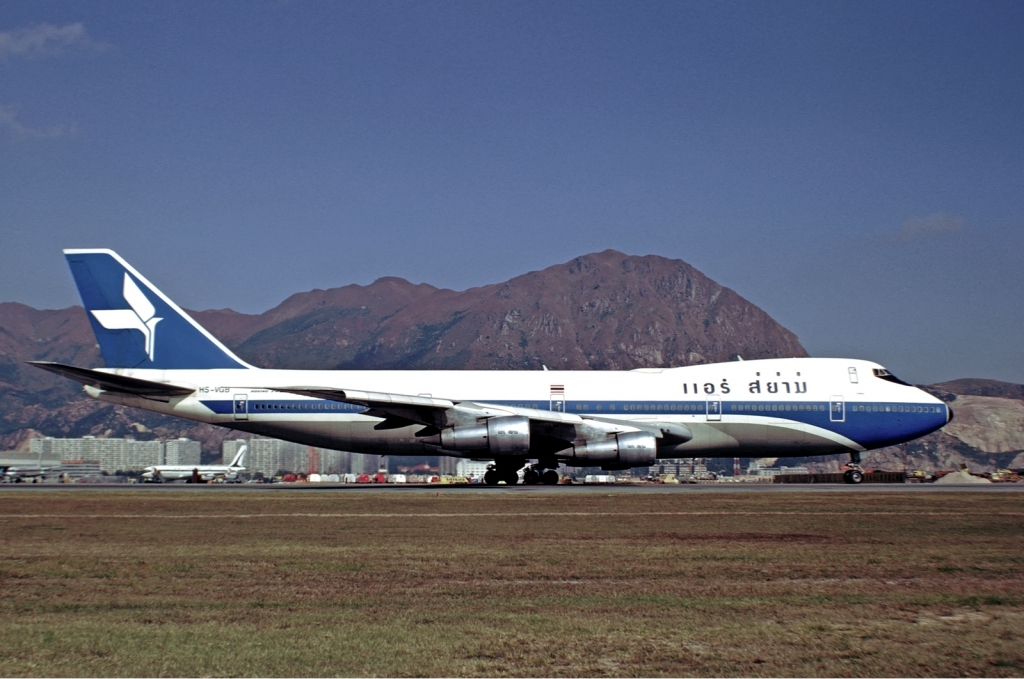
エア・サイアムのボーイング747-100ジャンボジェット機

1970年2月にDC-4によるバンコク=香港間の貨物輸送を開始。
1971年3月にバンコク=香港=東京=ホノルル=ロサンゼルス線を開設して日本乗り入れを開始。開設当初はDC-8による運航であった。地上業務等は日本航空と提携した。1971年7月1日現在では週4便を運航していた。
その後、1972年の運休を経て1975年から1976年の間はバンコク=香港=福岡=ホノルル=ロサンゼルス線も運航していた。機材はDC-10やボーイング747を使用していた。
従来の相場より安い価格設定の格安航空券が人気を呼んだが、1975年1月にタイ政府が政策として国際線を運航する会社を1つにすることを決めたため経営が悪化。1976年12月29日には資金難から突然に運航を中止した。その後、運航を再開するも1977年1月14日についに最終的な運航不能となり、タイ政府にタイ国際航空への吸収合併を申し立てた。
バンコクでは日本人120人を含む乗客400人が取り残されままとなった。
運航不能に至った際の保有機はKLMオランダ航空からのリース機のボーイング747が1機のみであった。
1977年2月3日にタイ交通省から運行免許が停止され、羽田空港の使用料1億2106万円は支払われないままとなった。そのほか地上業務や発券を提携していた日本航空、全日空、日本アジア航空、旅行会社等に多額の負債を残したままとなった。